# Tsepon W. D. Shakabpa
Tsepon Wangchuk Deden Shakabpa (tibétain ཞྭ་སྒབ་པ་དབང་ཕྱུག་བདེ་ལྡན, Wylie : zhwa sgab pa dbang phyug bde ldan, THL : shyagabpa wangchuk deden, 11 janvier 1907, Lhassa, Tibet - 23 février 1989, Corpus Christi (Texas), États-Unis) est un homme politique et historien tibétain descendant de la famille noble des Shakabpa. Tsepon était le titre du ministre des finances du Gouvernement tibétain.

## Biographie

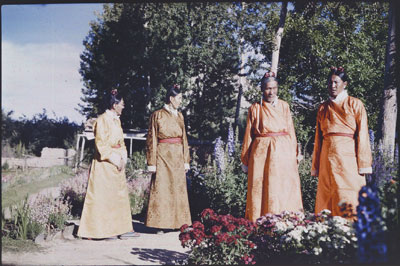
Les quatre tsipon dans le jardin de Dekyi Lingka. De gauche à droite : Shakapa, Ngapo Ngawang Jigme, Lukhangwa et Namseling Paljor Jigme.

Tsepon Shakabpa, né à Lhassa le 11 janvier 1907, est le fils de Tashi Phuntsok Shakabpa, steward de Lhassa, et de son épouse Samdup Dolma. Son plus jeune frère, Thubten Tsepal Taikhang, est né en 1919. Une conversation en 1931 avec son oncle Trimön, ministre du gouvernement du 13e dalaï-lama ayant participé à la Convention de Simla, fut à l'origine de sa fascination pour l'histoire du Tibet.
Il devint membre du gouvernement tibétain à l'âge de 23 ans et fut secrétaire laïc du Kashag avant de devenir ministre des Finances du gouvernement tibétain de 1930 à 1950 lors de la période de l'indépendance de facto.

### Mission commerciale en 1947-1949

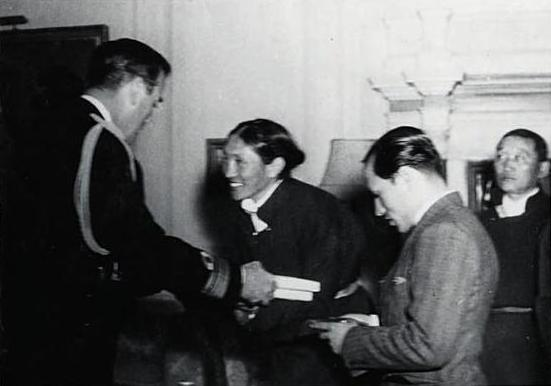
Tsepon Shakabpa rencontre Lord Louis Mountbatten, en 1948. Kuladharma Ratna traduit, tandis que Pomdawa Lozang Yarpel, membre de la mission commercial se tient à l'arrière.

Fin 1947, le Kashag envoya une délégation tibétaine conduite par Shakabpa, alors ministre des finances, afin, selon Tsering Shakya, « de s'enquérir des conditions commerciales pour l'importation par le Tibet de produits étrangers d'Inde, d'Amérique, de Chine et d'Angleterre, et pour l'exportation par le Tibet de laine, de queues de yak et de fourrures, pour le bénéfice du pays et de ses habitants »,. Il s'agissait aussi d'acheter de l'or pour garantir la monnaie-papier tibétaine et de trouver le moyen de se procurer des devises étrangères. Cette mission commerciale avait aussi pour but de montrer que le Tibet était un pays indépendant et que ses liens avec la Chine étaient de nature religieuse,.
Au cours de ce voyage, qui dura de fin 1947 à début 1949, il se rendit en Inde, en Chine, à Hong Kong, aux États-Unis en Angleterre, en France, en Suisse et en Italie. Son jeune frère (Thubten Tsepal Taikhang) ainsi que le jeune abbé Khenchung Changkhyim Tupten Tsepel (Mkhan chung Chang khyim Thub bstan tshe dpag), le militaire Surkhang Lhawang Topgyal et l'homme d'affaires Pandatsang Rapga et le traducteur Kuladharma Ratna, prirent part à cette mission dont l'objectif économique était l'introduction de machines pour l'agriculture, l'élevage au Tibet, et la transformation de la laine, ainsi que d'obtenir le relâchement du contrôle indien sur les exportations du Tibet et l'achat d'or pour la monnaie tibétaine. Du point de vue politique, des passeports furent délivrés aux membres de la délégation pour, selon Shakabpa lui-même, souligner l'indépendance du Tibet, dont le statut n'était bien compris dans le monde, l'information provenant alors principalement de sources chinoises. Selon Thupten Samphel, porte-parole du dalaï-lama, représentant du gouvernement tibétain en exil : « Ceci indique que là où Tsepon W. D. Shakabpa s'est rendu en visite, on a reconnu le passeport délivré par le gouvernement tibétain ».
Début 1948, la mission se rendit en Chine et visita Shanghai, Pékin et Hongchow avant d'arriver à Nankin en mai. Elle évita le piège du Kuomintang qui tenta de faire apparaître les délégués comme représentants officiels du Tibet lors de l'élection du président de l'assemblée nationale chinoise. La mission se contenta d'adresser un message de félicitations à Tchang Kaï-chek, réélu à la présidence. Ils rencontrèrent des difficultés diplomatiques pour obtenir des visas sur leurs passeports tibétains, dont la validité était contestée par les Chinois. Des aménagements diplomatiques subtils leur permirent de poursuivre leur voyage par Honolulu, San Francisco, Washington et Londres. Si les discussions avec les Américains et les Britanniques portèrent principalement sur les affaires économiques et financières, ce fut aussi l'occasion de présenter le problème du Tibet dans les chancelleries occidentales et dans l'opinion publique. Une lettre du 14e dalaï-lama fut remise au président Harry S. Truman. Le gouvernement des États-Unis envisagea la chute du Kuomintang, et l’opportunité de considérer le Tibet comme un État indépendant plutôt que comme appartenant à la Chine communiste.
Aux États-Unis, la délégation commerciale n'eut pas droit au même accueil que celui réservé aux délégations d'États souverains. Alors que les Tibétains croyaient aller aux États-Unis avec des passeports tibétains, le ministère américain des Affaires étrangères considérait pour sa part que ces passeports avaient été émis par un gouvernement étranger non reconnu par le gouvernement américain. Quand les États-Unis avaient accordé les visas à la délégation, ils avaient informé la République de Chine que leur délivrance ne constituait en rien une reconnaissance officielle du Tibet de leur part. Dans les faits, pour les Américains, il ne s'agissait pas d'une mission officielle.

#### La question du passeport

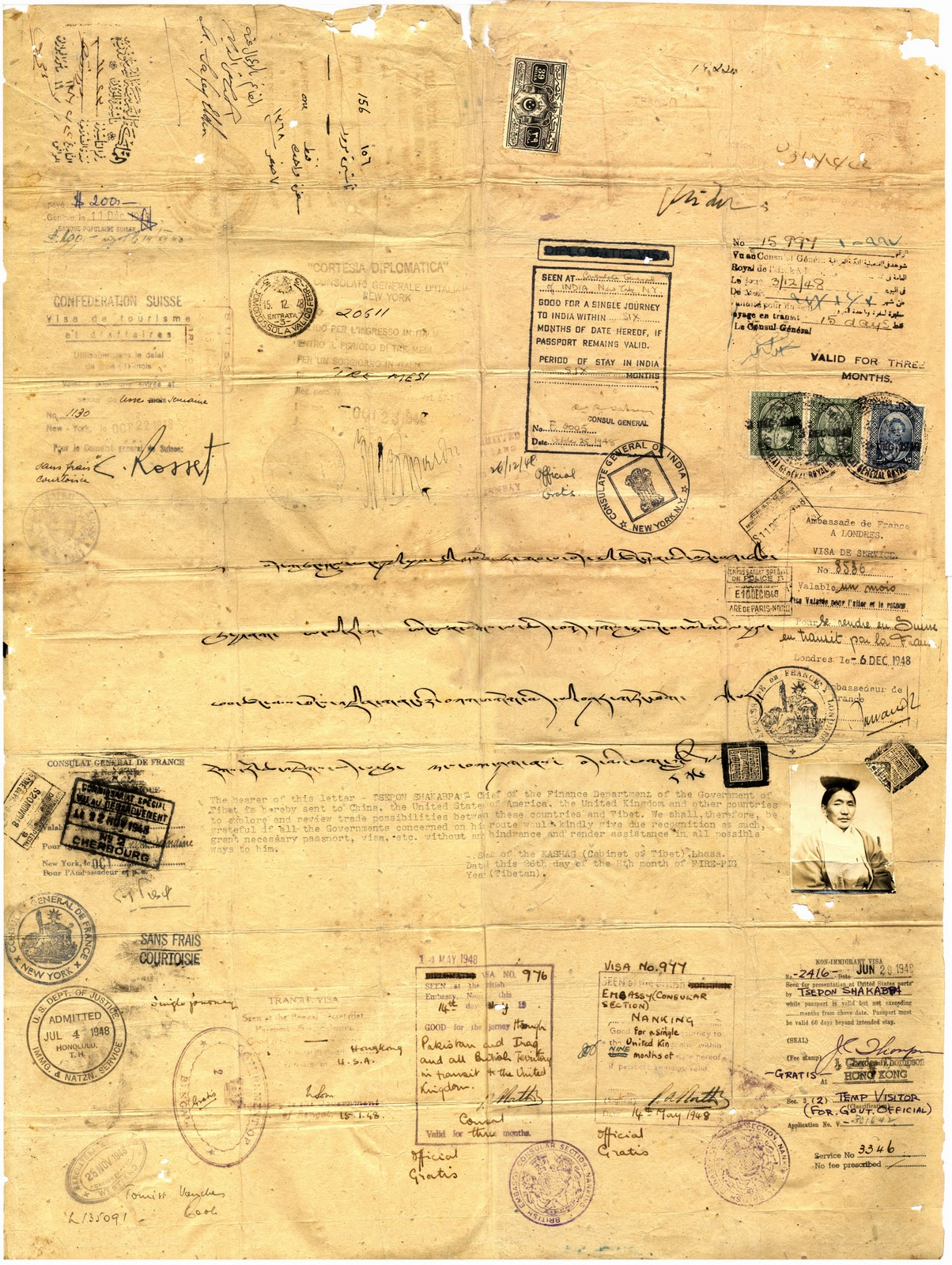
Le passeport de Wangchuk Deden Shakabpa, émis le 10 octobre 1947

Une illustration du passeport de Tsepon W. D. Shakapba a été publiée en 1967 dans son livre Tibet: A Political History. Le passeport original a été retrouvé en 2003 au Népal. Délivré par le Kashag (cabinet du gouvernement tibétain) à son ministre des finances Tsepon Shakabpa en voyage à l'étranger, le passeport, similaire au message des officiers nominaux qui distribuent les passeports aujourd'hui, est muni d'une photographie et stipule dans un texte bilingue tibétain - anglais (le passeport ne comporte aucune inscription en chinois) que "le possesseur de cette lettre - Tsepon Shakabpa, Chef du Département des Finances du Gouvernement du Tibet, est envoyé en Chine, aux États-Unis d'Amérique, au Royaume-Uni et dans d'autres pays pour explorer et réviser les possibilités commerciales entre ces pays et le Tibet",,. Le passeport, établi à Lhassa par le Kashag (le Conseil des ministres), est daté du 26e jour du 8e mois de l'année du Cochon de Feu selon le calendrier tibétain (10 octobre 1947 dans le calendrier grégorien).
Le passeport a reçu les visas de nombreux pays et territoires, dont l'Inde, les États-Unis, le Royaume-Uni, la France, l'Italie, la Suisse, le Pakistan, l'Irak, Hong Kong, mais pas de la Chine. Certains visas révèlent un statut officiel, comportant les mentions "visa diplomatique", "courtoisie diplomatique", "visa de service", "officiel gratuit", ainsi que "pour officier du gouvernement".
Selon la famille Shakabpa ainsi que Friends of Tibet, une association solidaire des Tibétains en exil, ce passeport démontre que le Tibet était indépendant en 1948,. Selon Thupten Samphel, un porte-parole du dalaï-lama, « cela indique que les endroits qu'il a visités ont reconnu le passeport délivré par le gouvernement tibétain ».
Barry Sautman, professeur associé de l'université de science et de technologie de Hong Kong, déclare pour sa part que les passeports d'un État non reconnu n'ont pas de valeur aux yeux des États reconnus et que l'apposition d'un visa ne saurait impliquer reconnaissance. Il cite à cet égard un texte sur la politique en matière de visa dans l'Union européenne : « en règle générale on n'appose pas de visa sur un passeport non reconnu ou, si on le fait, il est expressément stipulé que cet acte n'implique pas de reconnaissance de la part de l'autorité délivrante ».

#### Résultats de la mission
La délégation acheta pour 400 000 dollars d'or et obtint le droit d'importer des marchandises sans droits de douane via Calcutta en Inde et de conserver les dollars provenant des exportations.

### Les négociations tibéto-chinoises qui n'eurent pas lieu en 1950

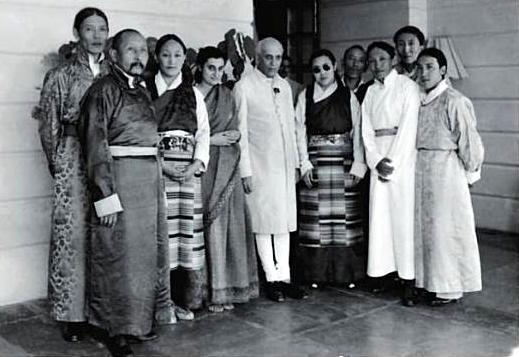
Délégation tibétaine qui rencontra le premier ministre Nehru à New Delhi, le 8 septembre 1950. Premier rang : Tsecha Thubten Gyalpo, Pema Yudon Shakabpa (épouse de Tsepon Shakabpa), Indira Gandhi, Jawaharlal Nehru, Tsering Dolma, Tsepon Wangchuk Deden Shakabpa, Depon Phuntsok Tashi Takla. Dernier rang : Jigmé Taring, moine inconnu (Geshe Lodo Gyatso?), et Chepon Chemo Driyul (beau-frère de Tsepon Shakabpa).

À l'initiative de Gyalo Dhondup, au printemps 1950, des négociations devaient commencer entre Tibétains et Chinois. L'assemblée nationale tibétaine envoya une délégation tibétaine dirigée par Shakabpa, comprenant en outre Tsecha Thubten Gyalpo et Geshe Lodo Gyatso, qui arriva en Inde le 6 mars. Les Chinois proposèrent que les pourparlers se déroulent à Hong Kong, alors sous administration des Britanniques qui refusèrent pour des raisons politiques d'accorder un visa à la délégation tibétaine. Shakabpa le demanda au gouvernement du Bengale occidental qui lui accorda un visa « officiel gratuit de courtoisie ». Le 4 juin, alors que leurs bagages étaient enregistrés pour Hong Kong, les Tibétains furent priés de débarquer. Shakabpa se rendit à Delhi où il s'entretint avec K. P. S. Menon et sir Archibald Nye (en), le haut-commissaire britannique, faisant valoir que leurs gouvernements étaient favorables à des négociations tibéto-chinoises à Delhi.
Shakabpa demanda à Archibald Nye son opinion sur les conséquences d'un échec des pourparlers. Nye envisagea que la Chine pourrait (1) envahir le Tibet et y imposer son régime, (2) essayer de subvertir le Tibet par infiltration, (3) essayer d'obliger le Tibet d'accepter sa politique par une diplomatie de menaces et de promesses, ou (4) laisser le Tibet tranquille. Shakabpa demanda alors si le gouvernement britannique viendrait en aide au Tibet en cas d'invasion et d'attaques militaires de la Chine. Sans parler officiellement au nom de son gouvernement, Nye répondit par la négative, n'envisageant pas de perspective à une aide militaire britannique dans une telle circonstance. La même question posée à Loy W. Henderson, l'ambassadeur américain à Delhi reçut également une réponse négative. Henderson précisa cependant que les États-Unis avaient parfois accepté d'aider des pays menacés par les communistes. L'entretien fut également qualifié de privé et personnel. La question fut ensuite discutée entre les gouvernements britannique et américain qui conclurent qu'il n'était pas facile d'aider les Tibétains, le terrain n'étant pas favorable, et qu'il relevait du gouvernement indien d'en décider car armes et munitions devaient passer par l'Inde.
En septembre 1950, Shakabpa rencontra le premier ministre indien Nehru qui le questionna sur les progrès des pourparlers. Cependant, le gouvernement chinois refusa un courrier adressé par Lhassa suggérant Delhi comme lieu pour des négociations, montrant que les Chinois ne voulaient pas négocier dans la capitale indienne.

### L'appel du Tibet aux Nations unies en 1950
Quand la RPC intervint au Tibet en 1950, il rejoignit l'Inde. L’appel du Tibet aux Nations unies, signé par le kashag et l’assemblée nationale du Tibet et daté du 7 novembre 1950, fut envoyé par fax de la résidence du Tsepon W. D. Shakabpa, à Kalimpong.

### Discussion à l'ambassade américaine de Delhi (1951)
Selon un compte rendu de conversation (memorandum of service) rendu public par les États-Unis[citation nécessaire], une réunion entre Fraser Wilkins, premier secrétaire de l'ambassade américaine de Delhi, et Shakabpa en sa qualité de « représentant personnel du dalaï-lama »[citation nécessaire] accompagné de Jigmé Taring, eut lieu le 26 mai 1951, avec pour objet « les rapports entre les États-Unis et le Tibet »[citation nécessaire]. Shakabpa informe Wilkins qu'ils ont reçu un message de la délégation tibétaine à Pékin : le 13 mai, les discussions autour de l'accord en 17 points étaient dans l'impasse et qu'ils souhaitent recevoir les conseils des États-Unis sur ce que le Tibet devrait faire si les pourparlers échouent. Il ajoute que les Chinois veulent contrôler totalement la défense et les affaires étrangères, et que le dalaï-lama refuse inflexiblement de concéder aux demandent chinoises. Si les Chinois faisaient pression en poursuivant leur incursion au Tibet, alors le dalaï-lama quitterait le Tibet. Précisant qu'il a lu la lettre de Loy W. Henderson, Shakabpa posa six questions à Wilkins : (1) Le Tibet doit-il informer l'ONU si les pourparlers échouent ? (2) Le Tibet n'ayant pas de relations avec Ceylan, les États-Unis soutiendraient-ils une demande d'asile pour le dalaï-lama et son entourage ? (3) Les États-Unis accorderaient-ils l'asile au dalaï-lama est à environ 100 personnes de son entourage, et pourvoiraient-ils aux frais? (4) « Si le dalaï-lama quittait le Tibet, est-ce que les États-Unis seraient disposés à lui fournir une assistance militaire et financière lorsque la situation serait mûre, afin de permettre à des groupes tibétains de se soulever contre l'envahisseur communiste chinois ? », (5) les États-Unis accepteraient-ils d'établir une représentation pour une liaison entre les représentants américains et les autorités tibétaines, le 6e point était une demande d'asile pour Thupten Jigme Norbu qui s'inquiétait de quitter le Tibet. Selon le site Western Shugden Society des adeptes de Shugden, Shakabpa rappela sa précédente conversation sur une éventuelle assistance militaire à l'été 1950 et demanda si une aide était encore possible[source insuffisante].

### Déclaration à Purshottam Trikamdas
En 1959, Tsepon W. D. Shakabpa fit une déclaration à Purshottam Trikamdas qui est intégré à La question du Tibet et la primauté du droit publié par la Commission internationale de juristes la même année.

### Mission à l'ONU en 1959
En 1959, lorsque l'Irlande et la Malaisie ont mis la question Tibet à l'ordre du jour de l'Assemblée générale des Nations unies, Tsepon W. D. Shakabpa avec Gyalo Dhondup et Rinchen Sadutshang sont allés à New-York en mission de soutien,. Ils étaient accompagnés de Hugh Richardson, le dernier représentant britannique à Lhassa et de Chanakya Sen, un avocat indien assurant la fonction de conseiller juridique du dalaï-lama. Lors de l'assemblée générale qui s'est tenue les 20 et 21 octobre, la Résolution 1353 adoptée a rappelé le respect des droits de l'homme et a souligné l'identité culturelle et religieuse du Tibet. La résolution n'a toutefois fait aucune mention de la République populaire de Chine.
Selon Melvyn C. Goldstein, après avoir joué un rôle clé en 1950-1951 dans les rapports avec les États-Unis et l'Inde, Shakabpa est devenu l'un des chefs d'un groupe de résistance anti-chinois en Inde, le Jenkhentsisum (acronyme formé des titres de ses trois dirigeants : Gyalo Dhondup, Tsipön Shakabpa, et Khenjung Lobsang Gyentsen — littéralement, jen (frère aîné), khen (khenjung), tsi (tsipön), et sum (le nombre 3),.

### Représentant du dalaï-lama à New Delhi (1960-1966)
Il fut le premier représentant du dalaï-lama à Delhi, et débuta sa fonction en juin 1960. Jusqu'en 1966, il fut le représentant principal du 14e dalaï-lama à New Delhi,, où il fut responsable du Bureau du Tibet.

### Travaux d'historien
Shakabpa rencontra personnellement des experts de l'histoire du Tibet comme Peter Aufschnaiter, l'anthropologue Pierre de Grèce, Hugh Richardson, Rolf Stein, Giuseppe Tucci, Rahul Sankrityayan, Turrell Wylie et Luciano Petech. Shakabpa est l'auteur de plusieurs livres, dont Tibet, une histoire politique, publié en 1967 aux éditions Yale University Press. Au milieu des années 1970, il vit à New York, et utilise la collection tibétaine de l'Université Columbia, et rencontre à cette occasion le tibétologue Matthew T. Kapstein. Un autre tibétologue contemporain qu'il rencontra est David Paul Jackson.

### Mort
Wangchuk Deden Shakabpa est mort d'un cancer de l'estomac en 1989, chez Tsoltim Ngima Shakabpa, son plus jeune fils, à Corpus Christi au Texas. Il avait 82 ans et avait vécu à New Delhi et Manhattan.

## Publications
- (en) Tibet: A Political History, 1967, Yale University Press, New Haven and London, 369 pages
- (en) 'The Dalai Lama's 1913 Proclamation' (extrait de Tibet: A Political History, Yale University Press, New Haven, 1967, pp. 246-248), in Alex McKay (editor), The History of Tibet - The Modern Period: 1895-1959, Cornell University Press, 2003,  (ISBN 0-415-30844-5) (aperçu limité en ligne)
- The Vaidurya g.yaʼ sel of Sde-srid Sangs-rgyas-rgyamtsho, together with the Snyan sgron nyis brgya brgyad pa; two works clarifying and elucidating controversial points in the author's monumental astronomical and astrological treatise, the Vaidurya dkar po, Volume 1, 1971, avec Thubten Tsepal Taikhang, Éd. Taikhang
- (en) Rare Tibetan historical and literary texts : from the library of Tsepon W. D. Shakabpa, 1974, compilé and publié par T. Tsepal Taikhang, Éd. Taikhang
- (en) One hundred thousand moons: an advanced political history of Tibet, 2010, traduit par Derek F. Maher, Ed. Brill, 1184 pages,  (ISBN 9004177329)